# Jakob Nielsen (datalog)
 Der er flere personer med dette navn, se Jakob Nielsen.
Jakob Nielsen (født 5. oktober 1957 i København) er en dansk datalog og specialist i IT-brugervenlighed. Han er chef for firmaet Nielsen Norman Group i USA.
Han har lagt navn til Nielsens Lov, hvor han forudså, at netværkshastigheder for avancerede private brugere vil vokse med 50 % om året, svarende til en fordobling hver 21. måned. Han påpeger, at heraf følger som et korrolar, at da denne vækstrate er lavere end Moores Lov for væksten i processorers kraft, vil brugeres mulighed for at omsætte og forstå information være den begrænsende faktor.
Han er gift med Hannah Kain, stifter af ALOM Technologies, og er bosat i Californien i USA. Bror til Rasmus Nielsen, stifter af Altinget.dk.

## Bøger på dansk
- Godt webdesign (ISBN 87-7843-479-3)
- Brugervenligheds-principper til forbedring af bruger-datamat interaktionen (ISBN 87-89112-03-2)